# مقیاس اصلاح‌شده شدت مرکالی
مقیاس اصلاح‌شده شدت مرکالی (Modified Mercalli intensity scale) که به اختصار MMI ،MM یا MCS نیز نامیده می‌شود؛ مقیاسی برای اندازه‌گیری تأثیرات و شدت خسارت‌های زمین‌لرزه یا قدرت تخریب آن در یک نقطه مشخص است. این مقیاس در نقطه مقابل مقیاس‌های بزرگی لرزه‌ای است که معمولاً برای زمین‌لرزه گزارش می‌شود.
مقیاس‌های بزرگی لرزه‌ای، نیرو یا قدرت ذاتی یک زمین‌لرزه که رویدادی در عمق زمین است را اندازه‌گیری می‌کنند و از بین مقیاس‌های بزرگی، مقیاس "Mw" به‌طور گسترده به‌کار می‌رود. مقیاس مرکالی (MM) شدت لرزش را در هر مکان خاص بر روی سطح زمین اندازه‌گیری می‌کند. این مقیاس حاصل توسعه و اصلاح مقیاس شدت مرکالی است که توسط جوزپه مرکالی در سال ۱۹۰۲ ارائه شد و یک مقیاس شدت لرزه‌ای است و برای اندازه‌گیری شدت لرزه‌های ناشی از زمین‌لرزه به‌کار می‌رود.
از آنجا که لرزش‌های تجربه‌شده در سطح ناشی از انرژی لرزه‌ای آزادشده توسط یک زمین‌لرزه است، زمین‌لرزه‌ها در میزان انتشار انرژی آنها به صورت امواج لرزه‌ای تفاوت دارند. زمین‌لرزه‌ها همچنین از نظر عمقی که در آن رخ می‌دهند، با هم متفاوت هستند. زمین‌لرزه‌های عمیق‌تر برهم‌کنش کمتری با سطح دارند، انرژی آنها در حجمی بزرگ‌تر پخش می‌شود و مقدار انرژی که به سطح می‌رسد در یک منطقه بزرگ‌تر پخش می‌شود. شدت لرزش زمین به صورت محلی است و معمولاً با فاصله گرفتن از رومرکز زمین‌لرزه کاهش می‌یابد، ولی این لرزش می‌تواند در حوضه‌های رسوبی و در انواع خاصی از خاک‌های سست تقویت شود.
مقیاس‌های شدت لرزه‌ای، شدت زمین‌لرزه را بر پایه اثرات گزارش‌شده توسط ناظران آموزش‌ندیده، به صورت تجربی دسته‌بندی می‌کنند و برای اثراتی که ممکن است در یک منطقه خاص مشاهده شود، سازگار شده‌اند. این مقیاس‌ها به‌دلیل عدم نیاز به اندازه‌گیری‌های ابزاری، برای تخمین بزرگی و مکان زمین‌لرزه‌های تاریخی (پیشاابزاری) مفید هستند. به‌طور کلی بیشترین شدت مربوط به ناحیه رومرکزی است و درجه و گستره آن‌ها (که احتمالاً با آگاهی از شرایط زمین‌شناسی محلی تقویت شده است) را می‌توان با سایر زمین‌لرزه‌های محلی برای تخمین بزرگی مقایسه کرد.

## درجه‌بندی مقیاس
به‌طور کلی درجات کوچکتر مقیاس اصلاح‌شده شدت مرکالی نحوه احساس زمین‌لرزه توسط مردم را توصیف می‌کند. اعداد بیشتر این مقیاس بر اساس آسیب ساختاری مشاهده‌شده است.
این جدول درجه‌بندی‌های مقیاس اصلاح‌شده شدت مرکالی را نشان می‌دهد که معمولاً در مکان‌های نزدیک به مرکز زمین‌لرزه مشاهده می‌شوند.
| درجه مقیاس                | اوج شتاب جنبش زمین (تقریبی)                         | وضعیت زمین | نمونه‌های مهم                                                                                   |
| ------------------------- | --------------------------------------------------- | --- | ---------------------------------------------------------------------------------------------- |
| I. حس نمی‌شود              | <۰٫۰۰۰۵ گرانش استاندارد (۰٫۰۰۴۹ متر بر مجذور ثانیه) | احساس نمی‌شود مگر توسط افراد بسیار کمی و در شرایط ویژه و مطلوب. |                                                                                                |
| II. ضعیف                  | ۰٫۰۰۳ گرانش استاندارد (۰٫۰۲۹ متر بر مجذور ثانیه)    | تنها توسط افراد کمی در حال استراحت احساس می‌شود، به ویژه در طبقات بالای ساختمان‌ها. اجسام معلق ظریف ممکن است تاب بخورند. |                                                                                                |
| III. ضعیف                 | ۰٫۰۰۳ گرانش استاندارد (۰٫۰۲۹ متر بر مجذور ثانیه)    | به شکل قابل‌توجهی توسط مردم در داخل خانه، به ویژه در طبقات بالای ساختمان‌ها احساس می‌شود: بسیاری از مردم آن را به عنوان زمین‌لرزه نمی‌شناسند. وسایل نقلیه ایستاده ممکن است کمی تکان بخورند. لرزش‌ها مشابه عبور کامیون هستند.                                                                                             | زمین‌لرزه ۱۹۹۲ نیکاراگوئه                                                                       |
| IV. ملایم                 | ۰٫۰۲۸ گرانش استاندارد (۰٫۲۷ متر بر مجذور ثانیه)     | در داخل خانه توسط بسیاری و در خارج از منزل توسط تعداد کمی در طول روز احساس می‌شود: شب‌ها عده ای بیدار می‌شوند. ظرف‌ها، پنجره‌ها و درها به‌هم می‌خورند؛ دیوارها صدای ترک می‌دهند. احساس لرزه مانند یک کامیون سنگین است که به ساختمان برخورد می‌کند.                                                                          | زمین‌لرزه ژوئیه ۲۰۰۶ جاوه                                                                       |
| V. متوسط                  | ۰٫۰۶۲ گرانش استاندارد (۰٫۶۱ متر بر مجذور ثانیه)     | تقریباً توسط همه احساس می‌شود؛ بسیاری بیدار می‌شوند: تعدادی از ظرف‌ها و شیشه‌ها شکسته است. اجسام ناپایدار واژگون می‌شوند. ساعت‌های آونگی ممکن است متوقف شوند. | زمین‌لرزه اکتبر ۲۰۱۰ سوماترا                                                                    |
| VI. قوی                   | ۰٫۱۲ گرانش استاندارد (۱٫۲ متر بر مجذور ثانیه)       | توسط همه احساس می‌شود و بسیاری می‌ترسند. برخی اثاثیه سنگین جابجا می‌شود؛ چند نمونه از افتادن لایه‌های گچبری رخ می‌دهد. آسیب جزئی است. | 2021 West Sulawesi earthquake                                                                  |
| VII. بسیار قوی            | ۰٫۲۲ گرانش استاندارد (۲٫۲ متر بر مجذور ثانیه)       | خسارت در ساختمان‌های با طراحی و ساخت خوب ناچیز، ولی در سازه‌های معمولی خوش‌ساخت در حد کم تا متوسط است. آسیب در سازه‌های ضعیف یا با طراحی بد، قابل‌توجه است، برخی دودکش‌ها شکسته می‌شود. مورد توجه رانندگان قرار می‌گیرد.                                                                                                   | زمین‌لرزه جوزای ۱۳۷۷ افغانستان و زمین‌لرزه‌های ۱۳۸۰–۱۳۸۱ هندوکش                                   |
| VIII. شدید                | ۰٫۴۰ گرانش استاندارد (۳٫۹ متر بر مجذور ثانیه)       | آسیب جزئی در سازه‌های با طراحی خاص؛ خسارت قابل‌توجه با فروریختن جزئی در ساختمان‌های معمولی. آسیب بزرگ در سازه‌های ضعیف. سقوط دودکش‌های خانه‌ها و کارخانه‌ها، ستون‌ها، بناهای تاریخی، دیوارها. اثاثیه سنگین واژگون می‌شود. ماسه و گِل در مقدار کم از زمین خارج می‌شود. تغییرات در آب چاه‌ها. فعالیت رانندگان دچار اختلال می‌شود. | زمین‌لرزه ۲۰۰۹ سوماترا، زمین‌لرزه ۲۰۲۱ هائیتی، و زمین‌لرزه ۱۴۰۲ هرات زمین‌لرزه ۱۴۰۳ کاشمر          |
| IX. شدید و وحشت‌آور        | ۰٫۷۵ گرانش استاندارد (۷٫۴ متر بر مجذور ثانیه)       | آسیب قابل‌توجه در سازه‌های با طراحی خاص. ساختارهای قاب با طراحی خوب به اطراف پرتاب می‌شوند. خسارت همراه با فروپاشی جزئی در ساختمان‌های محکم زیاد است. ساختمان‌ها از پایه جدا می‌شوند. روان‌گرایی خاک روی می‌دهد. لوله‌های زیرزمینی شکسته می‌شوند.                                                                            | زمین‌لرزه ۲۰۰۶ جاوه، زمین‌لرزه و سونامی ۲۰۱۱ توهوکو، و زمین‌لرزه ۲۰۲۳ مراکش–آسفی و زمین‌لرزه۱۳۸۲‌بم |
| X. بسیار شدید و خسارت‌آور  | >۱٫۳۹ گرانش استاندارد (۱۳٫۶ متر بر مجذور ثانیه)     | برخی از سازه‌های چوبی خوش‌ساخت تخریب می‌شوند. اکثر سازه‌های بنّایی و سازه‌های اسکلتی با پی تخریب می‌شوند. ریل‌ها خم می‌شوند. زمین‌لغزش قابل‌توجه در سواحل رودخانه‌ها و شیب‌های تند. جابه‌جایی ماسه و گِل. آب بر روی سواحل پاشیده می‌شود.                                                                                           | زمین‌لرزه ۲۰۱۰ هائیتی، زمین‌لرزه ۲۰۱۵ نپال، وزمین‌لرزه ۲۰۱۸ سولاوسی                               |
| XI. واقعاً بسیار شدید!     | >۱٫۳۹ گرانش استاندارد (۱۳٫۶ متر بر مجذور ثانیه)     | تعداد کمی از سازه‌ها (بنّایی) پابرجا باقی می‌مانند. پل‌ها ویران می‌شوند. شکاف‌های گسترده در زمین پدیدار می‌شود. خطوط لوله زیرزمینی کاملاً از کار می‌افتد. زمین نشست کرده و زمین در خاک‌های نرم می‌لغزد. ریل‌ها به شدت خم می‌شوند.                                                                                               | زمین‌لرزه کوبه، زمین‌لرزه ۲۰۰۵ کشمیر، و زمین‌لرزه ۲۰۰۸ سیچوان                                     |
| XII. قوی‌ترین نابودگر ممکن | >۱٫۳۹ گرانش استاندارد (۱۳٫۶ متر بر مجذور ثانیه)     | خسارت کلّی است. امواج روی سطوح زمین دیده می‌شود. خطوط و سطح دید دچار اعوجاج می‌شود. اجسام به سمت بالا به هوا پرتاب می‌شوند. | زمین‌لرزه ۱۹۳۹ ارزنجان، زمین‌لرزه ۱۹۶۰ والدیویا، و زمین‌لرزه ۲۰۲۳ ترکیه–سوریه                     |

### همبستگی مقیاس مرکالی با بزرگی زمین‌لرزه
| بزرگی زمین‌لرزه               | حداکثر معمول مقیاس شدت مرکالی |
| ۳٫۰–۱٫۰                      | I                             |
| ۳٫۹–۳٫۰                      | II–III                        |
| ۴٫۹–۴٫۰                      | IV–V                          |
| ۵٫۹–۵٫۰                      | VI–VII                        |
| ۶٫۹–۶٫۰                      | VII–IX                        |
| ۷٫۰ و بالاتر                 | VIII یا بالاتر                |
| منبع: مقایسه بزرگی/شدت، USGS |                               |

هنگامی که تصور دقیقی از میزان خسارت‌های وارده به دست آمد، می‌توان درجه مرکالی مناسب را با توجه به تغییرات فیزیکی که در محدوده حس انسان‌هاست تخمین زد.
بزرگی و شدت زمین‌لرزه، اگرچه با هم ارتباط دارند، ولی مفاهیم بسیار متفاوتی هستند. بزرگی لرزه‌ای تابعی از انرژی آزادشده توسط زمین‌لرزه است، در حالی که شدت، درجه لرزش تجربه‌شده در یک نقطه از سطح است و از حداکثر شدت در رومرکز زمین‌لرزه یا نزدیک آن تا شدت صفر در فاصله از رومرکز متفاوت است. به بیان دیگر، قدرت تخریبی یک زلزله، علاوه بر قدرت یا بزرگی آن، به ساختار زمین در منطقه زمین‌لرزه و همچنین به طراحی‌های دست‌سازه و مکان قرارگیری سازه‌های ساخت بشر، بستگی دارد. شدت زمین‌لرزه علاوه بر بزرگی، به عوامل متعددی از جمله عمق کانون زمین‌لرزه، سنگ بستر، لایه‌های زیرین، فاصله از رومرکز و… وابسته است. شدت زمین‌لرزه در واقع بیانگر میزان احساس افراد و موجودات زنده از زمین‌لرزه و تأثیر آن بر سازه‌ها است. شدت زمین‌لرزه به عوامل زیادی از جمله کانون زمین‌لرزه، سطح زمین، فاصله از رومرکز، این که آیا لایه‌های زیرین آنجا لرزش سطح را تقویت می‌کنند یا خیر، و هرگونه جهت‌دهی ناشی از سازوکار زمین‌لرزه بستگی دارد. برای نمونه، زمین‌لرزه‌ای با بزرگی ۷٫۰ در سالتای آرژانتین در سال ۲۰۱۱ که در ژرفای ۵۷۶٫۸ کیلومتری رخ داد، حداکثر شدت احساس V. (متوسط) را داشت، در حالی که یک زمین‌لرزه با بزرگی ۲٫۲ در باوو-این-فورنس انگلستان در سال ۱۸۶۵ که در عمق حدود ۱ کیلومتری روی داد، حداکثر شدت احساس VIII. (شدید) را داشت. خسارت‌ها و تلفات انسانی نیز تابع شدت (قدرت تخریب) زمین‌لرزه است و همیشه با بزرگی زمین‌لرزه رابطه مستقیم ندارد؛ برای نمونه در زمین‌لرزه ۲۰۱۰ شیلی با بزرگی گشتاوری ۸٫۸، تعداد ۷۰۸ نفر کشته شدند؛ در حالی که در همان سال در زمین‌لرزه ۲۰۱۰ هائیتی به بزرگای گشتاوری ۷، بیش از ۲۰۰ هزار نفر کشته شدند.
برخلاف بزرگی که پس از لحظه زمین‌لرزه و زمانی که امکان مقایسه اطلاعات از ایستگاه‌های مختلف لرزه‌نگاری به وجود آمده، معین می‌شود، میزان ویرانی‌های به بار آمده و درجه شدت لرزه‌ای مرکالی را نمی‌توان به این سرعت مشخص کرد و لازم است که محققان زمانی کافی برای بررسی اتفاقاتی که حین زمین لرزه روی داده است، در اختیار داشته باشند. به‌طور کلی می‌توان گفت که بزرگی زمین‌لرزه یک پارامتر زمین‌شناسی و شدت با مقیاس مرکالی یک پارامتر مهندسی است.
جدول کوچک، راهنمای تقریبی درجات مقیاس اصلاح‌شده شدت مرکالی است. رنگ‌ها و نام‌های توصیفی نشان‌داده‌شده در اینجا با آن‌هایی که در برخی از نقشه‌های لرزش در مقالات دیگر استفاده می‌شوند، متفاوت است.

### برآورد شدت محل و استفاده از آن در ارزیابی خطر لرزه‌ای
ده‌ها معادله پیش‌بینی شدت برای تخمین شدت کلان‌لرزه‌ای در مکانی با توجه به بزرگی، فاصله منبع لرزه‌ای تا محل، و شاید پارامترهای دیگر (به عنوان مثال شرایط محلی آن مکان) منتشر شده است. این معادلات شبیه معادلات پیش‌بینی حرکت زمین برای تخمین پارامترهای جنبش قوی ابزاری مانند اوج شتاب جنبش زمین هستند. خلاصه ای از معادلات پیش‌بینی شدت موجود است. از چنین معادلاتی می‌توان برای تخمین خطر لرزه‌ای از نظر شدت کلان‌لرزه‌ای استفاده کرد که این مزیت را نسبت به پارامترهای جنبش قوی ابزاری دارد که ارتباط نزدیک‌تری با ریسک زمین‌لرزه دارد.

### همبستگی با مقادیر فیزیکی
مقیاس اصلاح‌شده شدت مرکالی (MMI) از نظر اندازه‌گیری‌های دقیق‌تر و قابل سنجش عینی مانند دامنه لرزش، فرکانس لرزش، اوج سرعت، یا اوج شتاب به صورت دقیق‌تر تعریف نشده است. لرزش و آسیب ساختمان درک‌شده توسط انسان، بهترین همبستگی با اوج شتاب برای رویدادهای لرزه‌ای با شدت پایین‌تر و با اوج سرعت برای رویدادهای لرزه‌ای با شدت بالاتر را دارد.

### مقایسه با مقیاس بزرگی گشتاوری
اثرات هر زمین‌لرزه می‌تواند از مکانی به مکان دیگر بسیار متفاوت باشد، بنابراین ممکن است یک زمین‌لرزه دارای چندین مقدار از مقیاس اصلاح‌شده شدت مرکالی باشد. این مقادیر را می‌توان با استفاده از یک نقشه کانتور با شدت مساوی به بهترین شکل نمایش داد که به‌نام نقشه هم‌لرز شناخته می‌شود. با این حال، هر زمین‌لرزه تنها یک بزرگی دارد.